# Yes Sir! Madame…
 (août 2023).
Pour plus de détails, voir Fiche technique et Distribution.
Yes Sir! Madame  est un film québécois de Robert Morin sorti en 1994.

## Synopsis
Earl Tremblay, née d'un père francophone et d'une mère anglophone utilise la dernière de ses dix-neuf cassettes pour filmer sa réaction au visionnement des dix-huit précédentes qu'il a lui-même filmées. Ce qu'il va y trouver: son passé, mais aussi son présent et son futur. 

## Fiche technique
- Titre original : Yes Sir! Madame…
- Réalisation : Robert Morin
- Scénario : Robert Morin
- Photographie : Robert Morin
- Société(s) de production : Coop Vidéo de Montréal
- Pays d’origine :  Canada
- Langue originale : français, anglais
- Format : couleur - 16 mm[3]
- Genre : Drame
- Durée : 75 minutes
- Dates de sortie :
  - Canada : 1994
  - Belgique : 1997 au Cinéma Nova[4]
  - France : 27 juin 2008

## Distribution
- Robert Morin : Earl Tremblay

## Récompenses
- 1995 : Grand prix de la Ville de Genève - 6ième semaine internationale de la vidéo[3]
- 1995 : Prix de la Meilleure vidéo - Rendez-vous du cinéma québécois[3]
- 1996 : Grand Prix Golden Tail, Split International Festival of New Film and Video à Split[5]